# Ciechanowczyk
Ciechanowczyk – wieś (do 31.12.2012 część miasta Ciechanowiec) w Polsce położona w województwie podlaskim, w powiecie wysokomazowieckim, w gminie Ciechanowiec.
Wierni kościoła rzymskokatolickiego należą do parafii Trójcy Przenajświętszej w Ciechanowcu.